# Тимрот, Фёдор Карлович
Фёдор Карлович Тимрот, настоящее имя Фридрих Ти́мрот (1779 — 1828) — российский генерал-майор немецкого происхождения. Сын Фридриха Карла Трауготт Тимрот (Friedrich Karl Traugott).
В 1800 году прапорщик Санкт-Петербургского гренадерского полка. В 1811 году — штабс-капитан Преображенского полка. Адъютант принца Георгия Ольденбургского. Адъютант графа П. Х. Витгенштейна. 10 мая 1812 года прикомандирован адъютантом к главнокомандующему армии (Барклаю де Толли). За отличие в сражение при Бородино произведен в капитаны (21 ноября 1812 года) и награждён орденом Св. Георгия 4 степени (от 31 декабря 1812 года).
С 15 июля 1813 года — полковник, командир Таврического гренадерского полка. С 30 августа 1816 года — генерал-майор. В 1820 году — командующий 18 пехотной дивизии. Участвует в Русско-турецкой войне. Погиб при штурме крепости Браилов в 1828 году.
Имя Ф. К. Тимрота занесено в Галерею воинской славы в Храме Христа Спасителя (стена 16).

## Семья
Жена: графиня Екатерина Комар. Дети: Эвелина, Гонора, Александр, Август.
Фёдор Карлович — двоюродный брат Александра Ивановича Тимрота.